# Nottonville
Nottonville é uma comuna francesa na região administrativa do Centro, no departamento Eure-et-Loir. Estende-se por uma área de 25 km². Em 2010 a comuna tinha 300 habitantes (densidade: 12 hab./km²).